# فوران دوقطبی
فوران دوقطبی (انگلیسی: Bipolar outflow)

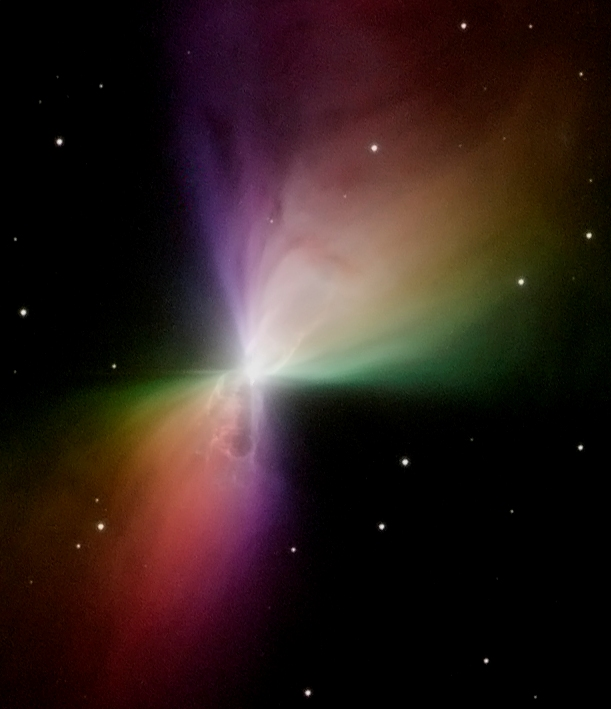
The سحابی بومرنگ یک نمونهٔ کامل از فوران دوقطبی است. Image credit: ناسا، STScI.

جریان خروجی دوقطبی شامل دو جریان پیوستهٔ گاز از قطب‌های یک ستاره است. جریان‌های دوقطبی ممکن است با پیش‌ستاره‌ها (ستاره‌های جوان، در حال شکل‌گیری)، یا با ستاره‌های تکامل یافته پس از AGBّها (اغلب به شکل سحابی‌های دوقطبی) مرتبط باشند.

## پیش‌ستاره
در مورد یک ستاره‌جوان، جریان فوران دوقطبی توسط یک جت متراکم و همسو هدایت می‌شود. این جت‌های اخترفیزیکی باریکتر از جریان خروجی هستند و مشاهده مستقیم آنها بسیار دشوار است. با این حال، جبهه‌های شوک مافوق صوت در امتداد جت، گاز را در داخل و اطراف جت تا هزاران درجه گرم می‌کند. این محفظه‌های گاز داغ در طول موج‌های مادون قرمز تابش می‌کنند و بنابراین می‌توان با تلسکوپ‌هایی مانند تلسکوپ فروسرخ بریتانیا (UKIRT) آنها را شناسایی کرد. آنها اغلب به صورت گره‌ها یا قوس‌های مجزا در امتداد پرتو جت ظاهر می‌شوند. آنها را معمولاً شوک‌های کمانی مولکولی می‌نامند، زیرا گره‌ها معمولاً مانند موج کمان در جلوی کشتی خمیده هستند.